# Las Matas (stacja kolejowa)
Las Matas (hiszp: Estación de Las Matas) – stacja kolejowa w Las Rozas de Madrid, w dzielnicy Las Matas, we wspólnocie autonomicznej Madryt, w Hiszpanii. Znajduje się w pobliżu drogi ekspresowej A6.

## Historia
Stacja znajduje się na linii C-8 Cercanías Madrid oraz na Línea General del Norte (Madryt-Irun). Jest położona na zachód od stacji postojowej pociągów w Pinar de Las Rozas i tory 3 i 4 prowadzą do niej.
W latach 90. przeszła gruntowną modernizację w celu dostosowania do standardów szybkiej kolei miejskiej w Madrycie, dodając przejście podziemne pomiędzy peronami, podnosząc je i budowę nowego budynku oraz poprawę dostępności z drugiej strony A6.
| Stacja końcowa         | < stacja     | linia | stacja > | Stacja początkowa |
| ---------------------- | ------------ | ----- | -------- | ----------------- |
| El Escorial Cercedilla | Torrelodones |       | Pinar    | Guadalajara       |
| Villalba               | Torrelodones |       | Pinar    | Pitis             |